# Унд, Нина Леонардовна
Нина Леонардовна Унд (Васильева) (8 июня 1945, Волгоградская область) — советская и российская актриса театра оперетты, народная артистка Российской Федерации (1996).

## Биография
Родилась Нина в Поволжье. С детства была одарена природой красивым голосом — лирическим сопрано. В школе она была активной участницей всех музыкальных мероприятий. Первый спектакль, который она увидела в Волгоградском театре музыкальной комедии — «Летучая мышь» — сыграл в её жизни решающую роль. Она была влюблена во всё сразу: и в чарующую музыку, и в оркестр, а главное в актёров; и особенно в актрису, которая играла Розалинду — Моисееву. В тот день Нина дала себе слово десятилетней девочки, что пройдут годы и желание её исполнится — она сыграет Розалинду.
Ей повезло — в Волгограде было театральное учебное заведение. В 1969 году Нина окончила Волгоградское училище искусств по отделению актёров музыкальной комедии.
Педагогами были замечательные мастера: дирижёры — Д. Пекарский, И. Грудо; балетмейстеры — Л. Барский, Е. Зубовская; режиссёры — Э. Шестаков, В. Хмельницкий, И.Орловский; преподаватели по вокалу — М. Головцова, В. Макеева; преподаватель сценической речи — Т. Доросинская; преподаватель по мастерству актёра — Н. Минеева.

### 1969 год
В дипломном спектакле «Нищий студент» Нина сыграла роль Лауры и была приглашена в Днепропетровский музыкально-драматический театр им. Шевченко главным режиссёром театра Народным артистом УССР И. Кобринским. В этом театре она прошла первые азы настоящего драматического мастерства и вокала. Была занята в спектаклях: «Наймичка», «Цыганка Аза», «18 лет», «Наталка-Полтавка».

### 1970 год
Нина была приглашена в Иркутский театр музыкальной комедии директором театра Народным артистом РСФСР Н. М. Загурским. На сцене этого театра она стала подлинным мастером в жанре оперетты, любимицей коллектива и зрителей города. Отличные внешние данные в сочетании с лиричностью и природной весёлостью позволили ей за короткий срок создать ряд интересных и запоминающихся образов, показать себя как в амплуа героини, так и совершенно противоположном — каскадной актрисы. Она интересна и узнаваема в любой роли. Вот Роз-Мари из одноимённого спектакля. Нежная, задумчивая и в то же время необычайно цельная натура предстаёт перед зрителем. Во имя спасения любимого она готова пожертвовать собой. Пожалуй, нет ни единой фразы, ни единого слова, сказанного просто так, ибо она прекрасно понимает, что жизнь человеческого духа начинается только там, где есть осмысленность и подлинная достоверность. Достоверностью пронизана и её роль Чаны в спектакле «Поцелуй Чаниты». Здесь в полной мере раскрылись вокальные способности Нины, её умение прочувствовать суть музыки. В этом же спектакле она играла роль Аниты, которая позволила ей раскрыть танцевальные возможности и вихревой темперамент. В классическом произведении И. Кальмана «Баядера» Нина исполнила роль Мариэтты. Сколько французского шарма привнесла она в эту работу! Постоянно находясь в творческом поиске, она создавала роли не похожие одна на другую, так что трудно сделать вывод, что ей было ближе — классика или современность.

В театре в эти годы работали дирижёры: Заслуженный артист РСФСР А. С. Кулешов, Е. В. Потапов, Э. Тобиаш. Режиссёры: Я. Лившиц, И.Феликов, заслуженный деятель искусств РСФСР — М. Луковецкий, Я. Сонин. Художники: В. Будрин, В. Бурдуковский, З. Лейзерук. Балетмейстеры: С. Хутыз, Н. Пасикова, Заслуженный артист КАССР Н. Катугин.
- Нина Унд, Иркутский театр музыкальной комедии

### 1980 год
Н. Л. Унд было присвоено почётное звание Заслуженной артистки РСФСР.
О творческих успехах Нины Унд много писала пресса в Иркутске, а также в других городах, где бывал театр на гастролях, в том числе в Ленинграде, Таллине, Ташкенте, Самарканде, Бухаре, Астрахани, Перми, Казани, Благовещенске, Комсомольск на Амуре, Чите, Улан-Удэ, Владивостоке, Братске, Ангарске, Туле, Владимире, Полтаве, Днепропетровске, Запорожье, Фрунзе, Калинине, Москве.
Её партнёрами были выдающиеся мастера сцены: Народные артисты РСФСР Н. Загурский, В. Жибинов, Н. Хохолков; Заслуженные артисты РСФСР В. Пясковская, Л. Любименко, М. Шнейдерман, В. Дычинский, Е. Васильев; артисты В. Пасиков, Б. Куманцев, Г. Цинне, В. Лесовой, Л. Сафонова, Н. Горбунова, Б. Пеньков, З. Дубровская, М. Кувшинова, Е. С. Васильев, В. Брагин, Б. Артеменко и другие.
За эти годы в Иркутском театре музыкальной комедии ею было сыграно более 60 ролей: «Сороченская Ярмарка» — Парася, «Летучая мышь» — Розалинда, Адель, «Поцелуй Чаниты» — Чана, Анита, «Весёлая вдова» — Валентина, «Голубая мазурка» — Бланка, «Девичий переполох» — Ксения, «Граф Люксембург» — Анжель, «Ваш покорный слуга» — Зербинетта, «Учитель танцев» — Флорела, «Баядера» — Мариэтта, «Тульский секрет» — Маша, «Моя жена — лгунья» — Кэтти, «Роз-Мари» — Роз-Мари, «Цыганский барон» — Арсена, «Продавец птиц» — Хрестина, «Свадьба Марион» — Марион, «Бал в Савойе» — Дези, «Стряпуха» — Павлина, «Сладкая ягода» — Люба, «Акулина» — Лиза, «Товарищ Любовь» — Любовь Яровая, «Сильва» — Стасси, «Кин» — Анна Демби, «18 лет» — Лида, «Последний чардаш» — Лиу Чен, «Итальянский роман» — Джесси, «Мадмуазель Нитуш» — Дениза и многие другие.

### 1982 год
Нина Унд была приглашена в Красноярский государственный театр музыкальной комедии.
За два года работы в этом театре она сыграла в спектаклях: «Цыганский барон» — Мирабелла, «Роз-Мари» — Роз-Мари, «Плутни Скапена» — Зербинетта, «Нищий студент» — Бронислава и других. Она заняла достойное место в актёрском коллективе, где работали Заслуженные артисты РСФСР В. Волков, В. Хованский, В. Юркевич, Г. Бугреев; артисты А. Александров, Г. Астрашабов, Б. Тимофеев, Н.Бугреева, Н. Семиряжко, П. Белюсев, Н. Алексеев, В. Ковалев и другие.
В этот период главным дирижёром театра работал Л. А. Балабайченко, главным режиссёром — С. Штивельман, балетмейстерами — Т.Вьюгина, М. Лепилина, режиссёрами постановщиками — Народный артист УССР М. А. Ошеровский, Заслуженный деятель искусств Казахской ССР Б. А. Рябикин и Заслуженный художник РСФСР Э. П. Змойро.

Успешные гастроли Красноярского театра прошли в городах: Керчь, Сочи, Южно-Сахалинск, Уссурийск, Владивосток.
- Нина Унд, Красноярский государственный театр музыкальной комедии

### 1984 год
Нина Унд была приглашена в Краснодарский театр оперетты главным режиссёром театра Яном Сониным и главным дирижёром В. И. Хоруженко. В этот период в театре работали дирижёры М. Попова, А. Клейменов; главный балетмейстер — С. Хутыз; главные художники З. Лейзерук, В. Пермяков.
За 12 лет работы в этом театре Нина сыграла более 50 ролей: «Летучая мышь» — Розалинда, «Мистер Икс» — Теодора Вердье, «Цыганский барон» — Сафи, «Роз-Мари» — Роз-Мари, «Моя прекрасная леди» — Элиза Дуллитл, «Тайны замка Иллешхази» — Лили, «Сильва» — Сильва, «Настоящий мужчина» — Света, «Лебединая верность» — Маша, «Ах, высший свет!» — маркиза Доримена, «Ваш ход, королева!» — королева Анна, «Сирано де Бержерак» — Роксана и многие другие. В более возрастных ролях актрисе удаётся находить нужные для своих образов краски. Особо хочется отметить роли: Клементины в оперетте «Граф Люксембург» и Марфы Петровны Кокаревой в спектакле Б. Мокроусова «Роза ветров», Королевы в оперетте «О, Маритана» муз. А. Основикова, Констанции Стемпфорд в оперетте С. Джонса «Гейша», Екатерины Дашковой в муз.комедии Е. Птичкина «Императорский вальс», Цецилии в оперетте «Сильва», Графини Ирини в спектакле «Цыган-премьер». Творческой удачей Нины стала роль королевы Анны в спектакле «Ваш ход, королева!» (режиссёр-постановщик Народный артист РФ Ю. Дрожняк). В этой роли она в полной мере раскрыла трагикомичные моменты жизненной истории своей героини, вызывая широкий спектр проявления эмоций зрителя — зал то взрывался от смеха, то с сочувствием умолкал, сопереживая королеве Анне в её непростой судьбе. Этот спектакль пользовался в Краснодаре большим успехом и немалую роль в этом сыграл яркий образ королевы Анны, созданный Ниной Унд. За эту роль она была признана актрисой года г. Краснодара.
Она работала в замечательном творческом коллективе вместе с Народными артистами РФ В. Кругловым, Ю. Дрожняком; Заслуженными артистами РСФСР Л. Чайкиной, В. Гениным, Т. Гениной, Г. Кобзарь, А. Бочаровым, С. Калинским, В. Юриным, И. Мякишевым, А. Бородиным, Е. Егоровым; артистами В. Яковлевым, С. Тесля, Е. Туренко, И. Ереньковым, В. Полубоярцевым, Д. Тимофеевым, Н. Пичахчи, Р. Аристарховой, Т. Захожей, Т. Бушуевой, М. Алехиной, К. Петровской, Н. Подкопаевой, М. Веривской, Г. Степанец.
Гастроли театра проходили в переполненных залах городов: Сочи, Новороссийск, Геленджик, Армавир, Анапа, Майкоп, Ейск, Туапсе, Сумы, Пенза, Ульяновск, Казань, Пермь, Новосибирск, Тамбов, Воронеж.
Актёрский талант Нины Леонардовны в умении передать многогранность и глубину человеческой натуры, гармоничное сочетание в её творчестве обаяния и лёгкости «весёлого жанра» с проницательностью драматического искусства, красивое лирическое сопрано позволили ей создавать яркие роли, надолго остающиеся в памяти зрителя.

Творческую актёрскую судьбу Нины Унд воистину можно назвать счастливой. Мечта детства спеть партию Розалинды свершилась сполна, она спела её свыше 500 раз! Она сыграла более 100 ролей и среди них были все, о которых только могла бы мечтать актриса оперетты.
- Нина Унд, Краснодарский театр оперетты

### 1996 год
Нине Леонардовне Унд было присвоено звание «Народная артистка Российской Федерации».